# Tim Krul
Timothy Michael Krul (Den Haag, 3. travnja 1988.), nizozemski je nogometaš, trenutačno igra za Luton Town. Krul igra na poziciji vratara. U svom rodnom gradu je poznat kao "Bakkers Handen".

## Karijera

### Klupska karijera

#### Newcastle United
Krul je došao u Newcastle United 2005. iz nizozemskog kluba Den Haaga potpisavši trogodišnji ugovor. Došao je bez odštete jer mu je istekao ugovor s njegovim starim klubom.

#### Ajax
U kolovozu 2016. je Krul posuđen amsterdamskom AFC Ajaxu, nakon što je produžio svoj ugovor s Newcastle Unitedom na jednu godinu. Krul je stigao u nizozemskom glavnom gradu kao zamjena za Jaspera Cillessena. Krul je tako i po prvi put potpisao za klub iz Eredivisie u karijeri. Nizozemac je debitirao za drugu momčad Ajaxa u studenom 2016. godine. Ta utakmica mu je ujedno bio prvi susret nakon 408 dana.
U prvoj polovici sezone 2016./17. nije upisao nijednu utakmicu za prvu momčad amsterdamskog kluba. 

#### AZ
Iako je nizozemski vratar potvrdio da je razgovarao s engleskim Watfordom, na kraju je ipak ostao u nizozemskoj prvoj ligi. Prvoligaš AZ iz Alkmaara je Krula doveo na posudbu u siječnju 2017. do kraja sezone.

### Brighton
Krajem kolovoza 2017. je Nizozemac posuđen Brightonu na godinu dana.

### Međunarodna karijera
Bio je dio momčadi na Euru 2012. kao treći vratar. U lipnju 2014. je tadašnji izbornik Louis van Gaal objavio popis igrača za Svjetsko prvenstvo u Brazilu, gdje je se našao i Krul. U četvrtfinalu protiv Koste Rike je ušao kao zamjena u 120. minuti za jedanaesterce. Uspio je obraniti dva od pet penala za konačnih 4:3 u korist Nizozemske. Tako je Krul postao prvi vratar u povijesti Svjetskog prvenstva koji je samo ušao zbog jedanaesteraca u igru.

## Vanjske poveznice
- Profil na Transfermarktu
- Profil na Soccerbaseu  Arhivirana inačica izvorne stranice od 20. siječnja 2011. (Wayback Machine)